# Вебер Альбрехт Фрідріх
Альбрехт Фрідріх Вебер (нім. Albrecht Friedrich Weber; 17 лютого 1825, Бреслау — 30 листопада 1901, Берлін) — видатний німецький сходознавець.

## Життєпис
У Бреслау його батько Фрідріх Бенедикт Вебер (1774—1848) був професором сільського господарства і політичної економії.
Від 1848 Вебер читав у Берлінському університеті лекції по санскритській літературі і санскритській мові та був членом Берлінської Академії наук. Також він був іноземним членом-кореспондентом Імператорської Санкт-Петербурзької академії наук (з 1860 року).

## Доробок
Найголовніші роботи: видання «білої» Яджурведи (Yajurveda, 2-e изд., разом з «чорною» Яджурведою, 1871—1872, Берлін), і «Indische Studien» (т. 1—8, Берлін. 1849—1864; т. 9—17, Лейпциг, 1865—1885). В останньому збірнику є маса відмінних робіт з різних питань індійської давнини (наприклад, про санскритській метриці, а також видання «Тайттірія-самхіта»). В цьому збірнику було надруковано також видання Рігведи Теодора Ауфрехта.
З інших творів Вебера слід згадати:
- «Akademische Vorlesungen ueber ind. Litteraturgeschichte» (Берлін, 2 вид., 1876);
- «Verzeichmss der Sanskrithandschriften der königl. Bibliothek zu Berlin» (Берлін, 1853; т. 2, віп. I, Берлін, 1886; віп. II, 1888);
- «Indische Skizzen» (Берлін, 1857);
- переклад драми «Mâlavikâ und Agnimetra» (Берлін, 1856);
- «Ueber das Çatrumjaya Mâhâtmya» (Лейпциг, 1858);
- «Ueber das Saptaçatakam des Hâla» (Лейпциг, 1870; нове видання Лейпциг, 1881).

Йому належить ряд академічних доповідей, в тому числі:
- «Die vedischen Nachrichten von den Nakshatra» (Берлін, 1860—1862),
- «Ueber das Nâmâyana» (Берлін, 1870),
- «Ueber das Pratijnâsûtra» (Берлін, 1871),
- «Ueber das Uttamacaritrakathânakam die Geschichte vom Prinzen Trefflichst» (Берлін, 1884),
- «Ueber den Pârasîprakâça das Krischnadasa» (Берлін, 1887),
- «Episches im vedischen Ritual» (Берлин, 1891) та ін.

Частина його невеликих статей та рецензій зібрана в «Ind. Streifen» (т. 1—2, Берлін, 1868; т. 3, Лейпциг, 1879).